# Dino da Costa
Dino Da Costa, född 1 augusti 1931 i Rio de Janeiro, Brasilien, död 10 november 2020 i Verona, Italien, var en italiensk-brasiliansk fotbollsspelare. Han föddes i Rio de Janeiro med italienska rötter. Da Costa spelade för Botafogo innan han kom till Serie A och AS Roma, där han debuterade i säsongen 1955/56. Da Costa vann den skytteligan säsongen därefter och gjorde 82 mål i Romas tröja innan han säsongen 1960/61 gick över till Fiorentina och senare till Atalanta och Juventus.